# 奈帕芬胺
奈帕芬胺（商品名：Nevanac、Ilevro等）是一种含氮有机化合物，分子式C15H14N2O2，属于非甾体抗炎药（NSAID），可作为眼藥水處方藥，其在体内的活性代謝產物为氨芬酸。